# Carausius serratus
Carausius serratus är en insektsart som beskrevs av Brunner von Wattenwyl 1907. Carausius serratus ingår i släktet Carausius och familjen Phasmatidae. Inga underarter finns listade.